# Кнуд Стеенструп
Кнуд Йоганнес Воґеліус Стеенструп (дан. Knud Johannes Vogelius Steenstrup; нар. 7 вересня 1842, Північна Ютландія — пом. 6 травня 1913, Фредериксберґ, Столичний регіон) — данський геолог, дослідник Гренландії, племінник ботаніка Япетуса Стеенструпа та письменника Матіаса Стеенструпа. Почесний член мінералогічного товариства Великої Британії та Ірландії. 

## Життєпис
Закінчив школу в місті Тістед, Північна Ютландія.
У 1863 році отримав вчений ступінь з фармакології у Копенгагенському університеті. Кнуд Стеенструп цікавився більше геологією та мінералогію, тому  працював асистентом в Геологічному музеї Копенгагенського університету, з 1866 по 1889 рік. 
За життя Кнуд Стеенструп зробив дев'ять поїздок у Ґренландію, однак з яких тривала два з половиною роки. Кнуд Стеенструп був геологом при геологічному комітеті Данії. 
З 1896 року Кнуд Стеенструп був членом наукової комісії з досліджень Ґренландії. У 1902 році — член Королівської датської академії наук і літературию. У 1906 році став почесним доктором Копенгагенського університету.
Стеенструпом були зібрані колекції викопних рослин періоду міоцену з північного заходу Ґренландії, також він висловив гіпотезу про те, що збагачені залізом камені, знайдені  Адольфом Еріком Норденшельдом, мали земне, а не метеоритне походження. Свої дослідження він виклав у «Meddelelser om Grönland», «Petermanns Mittellungen» та інших роботах. Велика частина зібраних ним ґренландських колекцій загинула в 1884 році під час пожежі у палаці Крістіансборґ.
Кнуд Стеенструп також вивчав морфологію дюн в Данії.
На честь Кнуд Стеенструп був названий льодовик у муніципалітеті Сермерсоок, Ґренландія.